# Кристи, Леонид Михайлович
Леони́д Миха́йлович Кри́сти (17 [30] ноября 1910 — 28 августа 1984) — советский режиссёр-документалист. Народный артист РСФСР (1969). Заслуженный деятель искусств Латвийской ССР (1947). Лауреат Ленинской (1980) и двух Сталинских премий (1948, 1949). Член ВКП(б) с 1945 года.

## Биография

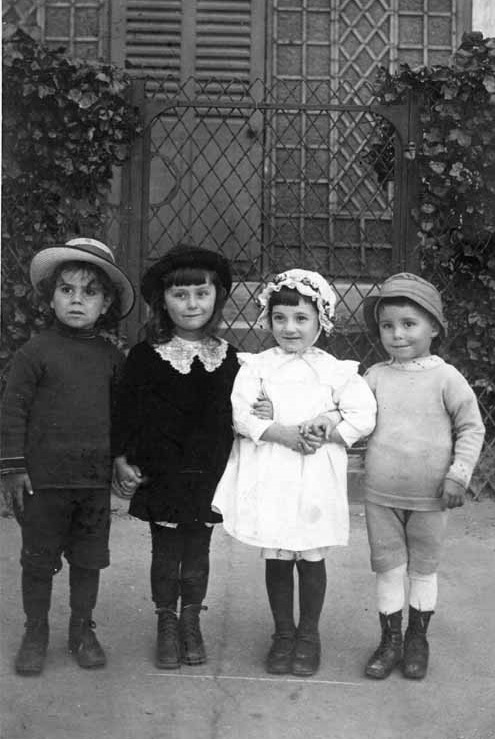
Дети русской колонии. На фото (слева направо): Бобос Кристи, Вика Некрасов, Лена Пятницкая и Тотошка Луначарский. Париж, 20 мая 1914 года.

Родился 17 (30) ноября 1910 года в семье профессионального революционера, члена РСДРП с 1898 года М. П. Кристи, одного из пассажиров пломбированного вагона, впоследствии руководящего сотрудника Наркомпроса и директора Третьяковской галереи.
Назывался в детстве Бобос. Детство провел в Париже, где посещал импровизированный «детский сад» для детей русских эмигрантов, организованный А. В. Луначарским в парке Монсури. Этот же «детский сад» посещали сын Луначарского Тотоша и будущий писатель Вика Некрасов, описавший этот период жизни в очерке «Луначарский».
В 1936 году окончил ВГИК. С 1935 года в документальном кино. С 1939 года на Центральной студии кинохроники. Участвовал в создании первых советских панорамных фильмов. Значительные работы посвящены В. И. Ленину. Кинопортреты деятелей литературы, искусства и науки. В фильмы режиссёр постоянно включал воспоминания очевидцев о значительных событиях в жизни страны, об их встречах с выдающимися деятелями отечественной истории и культуры. С 1961 года преподавал во ВГИКе.
В 1969—1970 годах читал курс лекций по кинорежиссуре на отделении режиссёров-документалистов на Высших курсах сценаристов и режиссёров, там же в 1974—1975 годах руководил мастерской режиссуры документального кино.
Л. М. Кристи умер 28 августа 1984 года.

### Семья
Внучка Надежда Михайловна Кристи продолжает семейную традицию, а также занимается бизнесом. Его правнучка, Анна Александровна преподаёт в колледже.

## Избранная фильмография
- 1947 — Советская Латвия (совместно с С. Гуровым)
- 1948 — День Воздушного Флота СССР
- 1953 — На окраинах Москвы
- 1954 — ГУМ
- 1958 — Артисты цирка
- 1960 — Путь в большой балет[уточнить][5][6]
- 1961 — СССР с открытым сердцем[уточнить][7]
- 1964 — Галина Уланова
- 1964 — Париж, проспект Ленина
- 1965 — Три весны Ленина
- 1969 — Ленин. Документы. Факты. Воспоминания
- 1973 — Туполев
- 1974 — Там, за Перекопом…
- 1975 — Михаил Шолохов. Размышления писателя и его современников (с Л. Мазрухо)
- 1977 — Новое о «Старом и новом»
- 1977 — Борис Пророков
- 1978 — Василь из Васильева
- 1979 — Война в Арктике (в киноэпопее «Великая Отечественная»)
- 1982 — Солдат Семён Мирный

## Награды и премии
- Заслуженный деятель искусств Латвийской ССР (1947)
- орден «Знак Почёта» (1948)[8].
- Сталинская премия второй степени (1948) — за фильм «Советская Латвия» (1947)
- Сталинская премия первой степени (1949) — за фильм «День Воздушного Флота СССР» (1948)[9]
- Заслуженный деятель искусств РСФСР (1967)
- Народный артист РСФСР (1969)
- Главный приз ВКФ (1970) — за фильм «Ленин. Документы. Факты. Воспоминания» (1969)
- Ленинская премия (1980) — за участие в создании киноэпопеи «Великая Отечественная» (1979)